# Stéphane Rossi
Pour les articles homonymes, voir Rossi.
Stéphane Rossi est un footballeur puis entraîneur français, né le 23 mars 1964 à Bastia.
Après une carrière en tant qu'amateur, il devient entraîneur et dirige, de 2017 à octobre 2019, le SC Bastia. Il est par la suite l'entraîneur du club de Cholet par 2 fois jusqu'en 2023. Depuis mai 2024, Stéphane Rossi est entraîneur de l'US Concarneau, club évoluant en National.

## Biographie

### Joueur
Stéphane Rossi naît en 1964 à Bastia en Corse, territoire ou il effectue l'intégralité de sa carrière de joueur au niveau amateur, d'abord à Lucciana puis à Cervione. Après un retour à Lucciana, il prend sa retraite et se focalise sur son rôle d'entraîneur.

### Légende au CA Bastia

#### Premières saisons et titres historique en 2006
Devenu entraîneur à Cervione en division régionale, Rossi prend la tête de l'équipe réserve du CA Bastia en 1997, qui évolue alors en division amateur régionale Corse. Performant, il devient entraîneur de l'équipe fanion en 2003 alors que cette dernière vient de se maintenir de justesse en CFA2. Après deux premières saisons de progression ou Rossi maintient son club par deux fois, le CA Bastia est champion de son groupe de CFA2 à l'issue d'une superbe saison 2005-2006. La performance, historique, permet au club bastiais d'évoluer pour la première fois en quatrième division, nommée CFA à l'époque.

#### Ascension au plus haut niveau national et arrivée en professionnel
Pour son baptême du feu en D4, le CAB termine à une honorable 13e place qui assure ainsi le maintien de la formation corse. Les saisons suivantes sont aussi réussie, Rossi se maintenant systématiquement malgré des moyens limités. En 2011, Rossi mène ses hommes à une fantastique troisième place, à un petit point de la promotion en National.
Emmené par des joueurs comme Sébastien Lombards ou Romain Pastorelli, les cabistes finissent champions de leur poule au therme d'une saison 2011-2012 historique. Promu en National et doté d'un budget minuscule, Rossi sait que le seul objectif est de se maintenir, dans un championnat qui plus est relevé. Mais, porté par les 26 buts de son buteur Pastorelli et par la rigueur tactique de Rossi, le clubs corse termine troisième et accède à la Ligue 2, et donc au monde professionnel.

#### Saisons difficiles et fin d'aventure
Pour son arrivée en Ligue 2, les blancs et noirs font face à de nombreuses difficultés pour recruter, à cause d'un budget très faible. Sur le terrain, les cabistes enchaînent les contre-performances et n'obtiennent leur premier succès que lors de la 14e journée. Maintenu tout au long de la saison, Rossi et ses hommes finissent bon dernier de Ligue 2 et redescendent en National, dans un contexte de tensions au sein du club.
La saison suivante est tout aussi difficile pour Rossi qui lutte jusqu'au bout contre la relégation, en vain? 15e, le club est relégué, mais est sauvé à la faveur des déboires extra-sportifs du Poiré-sur-Vie. Stéphane Rossi décide alors de quitter son costume d'entraîneur du club pour devenir manager général de celui-ci. Son successeur, Christian Bracconi, est licencié en Novembre 2015 et remplacé par Rossi, qui reprend son poste, quitté quelques mois plus tôt. Son retour est mitigé puisqu'il obtient le maintien en National après sa prise de fonction mais descend en National 2 en 2017. Il quitte alors définitivement le club après 20 ans de présence et une ascension fulgurante, malgré une fin plus difficile.

### Aventure au SC Bastia

#### Nomination et première saison
A l'été 2017, Rossi devient le nouvel entraîneur du Sporting Club de Bastia, rétrogradé administrativement de Ligue 1 en National 3 à cause de difficultés financières et club historique du football français. Le nouvel entraîneur dispose alors d'un effectif quasiment intégralement renouvelé durant l'été, à cause de la perte du statut professionnel du club, et l'objectif affiché est de remonter le plus rapidement en National 2 avant de retrouver le monde professionnel. Après un début de saison poussif, ou Rossi est notamment expulsé lors d'un match contre Villfranche, les bastiais réalisent une bonne saison et terminent deuxième de N3, derrière Endoume, qui est promu à l'échelon supérieur. Malgré l'échec de la montée, Rossi reste en poste. 

#### Montée en National 2 et licenciement
La saison 2018-2019 est encore meilleure avec seulement une défaite en championnat, ainsi qu'une qualification en huitième de finale de coupe de France (élimination face à Caen, formation de Ligue 2). Bastia monte ainsi en National 2 en étant largement sacré champion de sa poule,. La saison suivante débute bien avec 3 victoires inaugurales. Le premier accroc arrive lors de la défaite contre Sedan (Cinquième journée), une équipe candidate, comme Bastia, à la montée. Le 12 Octobre, sur sa pelouse, le SCB s'incline aux tirs au but contre Lucciana, équipe de N3, dès son entrée en coupe de France. Dans la foulée, Bastia perd de nouveau, en championnat, contre les Lusitanos de Saint-Maur. 
Distancé de six points par les sedanais en tête de N2 (seul le premier de la poule monte), le club décide de se séparer de Stéphane Rossi le 23 Octobre 2019, après deux ans et demi de collaboration et une accession en quatrième division,. Le technicien corse paye les mauvais résultats récents de son équipe.

### Premier passage à Cholet
Fin Décembre 2019, Benjamin Erisoglu, président du SO Cholet, club de National, annonce l'arrivée de Stéphane Rossi comme nouvel entraîneur des choletais, après le départ d'Erol Malkoç,. Assisté par l'ancien attaquant Steve Savidan, Rossi arrive dans une équipe 11e à la trêve, à huit points du premier relégable. Arrêté par la pandémie de coronavirus, Cholet termine douzième du championnat. 

## Palmarès

### Joueur
- Champion de Corse de division d'honneur en 1998 et 2001 avec le CA Bastia Gallia Lucciana

### Entraîneur
- Champion de France amateurs en 2012 avec le CA Bastia

- Champion de France amateurs en 2019 avec le SC Bastia